# Cupa Serbiei
Cupa Serbiei este competiția de cupă națională din Serbia. Cupa Serbiei a derivat din două turnee de cupă defuncte, Cupa Iugoslaviei și apoi Cupa Serbiei și Muntenegrului, sezonul 2006–07 fiind primul oficial al noii competiții. Câștigătoarea cupei obține un loc în preliminariile UEFA Europa League.

## Finale
| Finala | Câștigătoare | Scor | Finalistă | Finala | Câștigătoare | Scor | Finalistă |
| ------ | ------------ | ---- | --------- | ------ | ------------ | ---- | --------- |

| 2023 | Steaua Roșie | 2 - 1 | Čukarički    | 2024 | Steaua Roșie | 2 - 1 | Vojvodina      |
| 2021 | Steaua Roșie | 0 - 0 | Partizan     | 2022 | Steaua Roșie | 2 - 1 | Partizan       |
| 2019 | Partizan     | 1 - 0 | Steaua Roșie | 2020 | Vojvodina    | 2 - 2 | Partizan       |
| 2017 | Partizan     | 1 - 0 | Steaua Roșie | 2018 | Partizan     | 2 - 1 | Mladost Lučani |
| 2015 | Čukarički    | 1 - 0 | Partizan     | 2016 | Partizan     | 2 - 0 | Javor          |
| 2013 | Jagodina     | 1 - 0 | Vojvodina    | 2014 | Vojvodina    | 2 - 0 | Jagodina       |
| 2011 | Partizan     | 3 - 0 | Vojvodina    | 2012 | Steaua Roșie | 2 - 0 | Borac          |
| 2009 | Partizan     | 3 - 0 | Sevojno      | 2010 | Steaua Roșie | 3 - 0 | Vojvodina      |
| 2007 | Steaua Roșie | 2 - 0 | Vojvodina    | 2008 | Partizan     | 3 - 0 | Zemun          |

### Penalty
| Vojvodina    | 2020 | 4 : 2 |
| Steaua Roșie | 2021 | 4 : 3 |

## Câștigători și Finaliști
| Clasament după numărul de trofee | Clasament după numărul de trofee | Clasament după numărul de trofee         | Clasament după numărul de trofee | Clasament după numărul de trofee |
| Club Sportiv                     | Campioni                         | Anii în care au câștigat                 | Finaliști                        | Anii în care au pierdut          |
| -------------------------------- | -------------------------------- | ---------------------------------------- | -------------------------------- | -------------------------------- |
| Partizan                         | 7                                | 2008, 2009, 2011, 2016, 2017, 2018, 2019 | 4                                | 2015, 2020, 2021, 2022           |
| Steaua Roșie                     | 7                                | 2007, 2010, 2012, 2021, 2022, 2023, 2024 | 2                                | 2017, 2019                       |
| Vojvodina                        | 2                                | 2014, 2020                               | 5                                | 2007, 2010, 2011, 2013, 2024     |
| Jagodina                         | 1                                | 2013                                     | 1                                | 2014                             |
| Čukarički                        | 1                                | 2015                                     | 1                                | 2023                             |
| Zemun                            | -                                |                                          | 2                                | 2008                             |
| Sevojno                          | -                                |                                          | 2                                | 2009                             |
| Borac                            | -                                |                                          | 2                                | 2012                             |
| Javor                            | -                                |                                          | 2                                | 2016                             |
| Mladost Lučani                   | -                                |                                          | 1                                | 2018                             |